# Dumbrăvița (okręg Mehedinți)
Dumbrăvița – wieś w Rumunii, w okręgu Mehedinți, w gminie Husnicioara. W 2011 roku liczyła 5 mieszkańców.